# Ле, Минь
Минь Ле (англ. Minh Le; род. 27 июня 1977; Южный Вьетнам) — канадский и южнокорейский разработчик компьютерных игр вьетнамского происхождения. В первую очередь известен как создатель модификации на Half-Life под названием Counter-Strike, которая позднее стала отдельной игрой.

## Биография

### Ранние годы
Минь Ле родился 27 июня 1977 года во Вьетнаме. В 1979 году вместе с родителями иммигрировал в Канаду, где семья получила статус беженцев.
В 1996 году поступил в университет Саймона Фрейзера, который окончил с бакалаврской степенью.

### Работа над модами
Во время учебы в университете, Ле тратил много свободного времени на разработку модификаций для различных игр. В 1996 году работал над инструментарием для движка Quake, который позволял создавать моды. В 1997 году завершил работу над модом для Quake под названием Navy Seales, где были заложены идеи его будущей модификации, а позднее и первой полноценной игры — Counter-Strike. В 1998 году он познакомился с Джессом Клиффом, вместе с ним в ноябре того же года они выпустили свой первый совместный мод — Action Quake 2.
В январе-феврале 1999 года Ле вместе с Клиффом начал разработку Counter-Strike (на тот момент мод ещё не имел названия). Для разработки проекта Ле решил использовать GoldSrc, движок Half-Life, поскольку тот позволял создавать в играх реалистичную обстановку. 19 июня 1999 года состоялся релиз первой бета-версии CS. До апреля 2000 года работа над модом продолжалась Клиффом и Ле независимо.

### Карьера в Valve
Пока CS набирала популярность, Valve заинтересовались проектом и связались с Ле и Клиффом, предложив выкупить права на интеллектуальную собственность Counter-Strike. Они согласились на это предложение.
В апреле 2000 года компания наняла обоих разработчиков в свой штат, и работа над модификацией продолжилась. Ле не стал переезжать в США и работал удалённо. 8 ноября 2000 состоялся официальный релиз Counter-Strike.
Ле проработал в студии до 2006 года, занимаясь развитием своей первой игры, работой над Counter-Strike: Condition Zero и Counter-Strike 2 (позднее проект был отменён, и в 2023 году перезапущен).

### Последующая карьера
С 2006 по 2008 год работал над неанонсированным «духовным наследником Counter-Strike», однако из-за проблем с финансированием проект был отменён. В 2008 году переехал в Южную Корею и устроился на работу в студию FIX Korea, где возглавил разработку шутера от первого лица Tactical Intervention.
В октябре 2013 года присоединился к Facepunch Studios, где до февраля 2018 работал над Rust.
В апреле 2018 года перешёл в южнокорейскую студию Pearl Abyss.
11 января 2025 года приехал в Белград, где посетил HLTV Awards 2024.
22 июня 2025 года приехал в Остин, где посетил Showmatch на BLAST.tv Austin Major 2025

## Признание
В 2009 году IGN включил Клиффа и Ле в список лучших создателей игр всех времён.